# スコットランドサッカーの殿堂
スコットランドサッカーの殿堂（スコットランドサッカーのでんどう）は、スコットランドフットボールミュージアムが主体となって2004年に始めた、スコットランドのサッカーの発展に尽力した人物に対する表彰である。2018年にはポール・ガスコインの殿堂入りが事実上決定していたが、様々な理由により殿堂入りが取り下げになった。2019年までに122人が選出されている。

## 殿堂入り選手
- スティーブ・アーチボルド
- ロイ・エイトケン（英語版）
- ジョン・ウォーク
- アラン・ギルツェーン
- エディー・グレイ
- パット・クレランド
- アーチー・ゲミル（英語版）
- リチャード・ゴフ
- アンディ・ゴーラム（英語版）
- ビル・シャンクリー
- ジョー・ジョーダン
- ロニー・シンプソン（英語版）
- ボビー・レノックス（英語版）
- ジョン・ホワイト
- デーブ・クーパー（英語版）
- ジョン・マクガーヴァン（英語版）
- ビリー・マクニール（英語版）
- フランク・マクリントック（英語版）
- グレアム・スーネス
- ディレク・ジョンストン（英語版）
- ジミー・ジョンストン
- ジョック・ステイン
- ゴードン・ストラカン
- イアン・セント・ジョン
- ケニー・ダルグリッシュ
- マット・バスビー
- マーティン・バカン
- アラン・ハンセン
- アレックス・ファーガソン
- テリー・ブッチャー
- ビル・ブラウン
- ビリー・ブレムナー
- ガリー・マカリスター
- ダニー・マクグレイン
- ポール・マクステイ
- ゴードン・マックイーン
- アレックス・マクリーシュ
- デイヴ・マッケイ
- アリー・マッコイスト
- ウィリー・ミラー（英語版）
- ヘンリク・ラーション
- ブライアン・ラウドルップ
- ポール・ランバート
- ジム・レイトン
- ローズ・レイリー（英語版）
- トミー・マクリーン（英語版）
- デニス・ロー
- ピーター・ロリマー（英語版）
- ジョン・ロバートソン
- ジョン・クレーグ（英語版）
- サンディ・ジャーディン
- チャーリー・ニコラス（英語版）